# Adelina Engman
Adelina Viktoria Engman (nacida el 11 de octubre de 1994) es una futbolista profesional finlandesa que juega como centrocampista en el IF Brommapojkarna y en la selección nacional de Finlandia.

## Carrera
Engman inicialmente jugó para el Åland United en su país de origen y ganó el Kansallinen Liiga con el club en 2009 y 2013.
En 2015 cruzó el Mar Báltico y se mudó a la Damallsvenskan, con el Kopparbergs/Göteborg FC.
En la  temporada 2018, en la que el club quedó subcampeón, pasó al Chelsea FCW. Aquí jugó once partidos en su primera temporada y participó en la Liga de Campeones Femenina de la UEFA 2018-19. Fue sustituida intermitentemente en dos partidos y marcó un gol en la victoria por 5-0 en dieciseisavos de final contra el SFK Sarajevo 2000. En las semifinales fueron eliminadas por un gol (global de 2-3) por el campeón defensor Olympique Lyon.
En su segunda temporada en Inglaterra, solo disputó dos partidos de la Women's Super League en septiembre de 2019 y una breve aparición en el primer partido de la fase de grupos de la FA Women's League Cup.
Cuando se canceló la FA WSL 2019-20 debido al COVID-19, el Chelsea FCW ocupaba el segundo lugar, pero tenía las mejores probabilidades y, por lo tanto, fue declarado campeón.
En julio de 2020 se trasladó al Montpellier HSC en la Division 1 Féminine.
Después de una temporada en Francia volvería a Escandinavia, esta vez al Växjö DFF. Allí disputó diez partidos ligueros, pero no pudo evitar el descenso.
Para la temporada 2022, se unió al Hammarby IF. En diciembre del 2023 anunció que dejaba el club.
En 2024 fichó por el IF Brommapojkarna.
| Año       | Club                    | Apariciones | Goles |
| --------- | ----------------------- | ----------- | ----- |
| 2009–2014 | Åland United            | 113         | 63    |
| 2015–2018 | Kopparbergs/Göteborg FC | 70          | 12    |
| 2019–2020 | Chelsea FCW             | 13          | 3     |
| 2020–2021 | Montpellier HSC         | 16          | 1     |
| 2021      | Växjö DFF               | 10          | 0     |
| 2022–2023 | Hammarby IF             | 15          | 1     |
| 2024–     | IF Brommapojkarna       |             |       |

Apariciones y goles en la liga nacional del club, actualizados al 29 de agosto de 2023.

## Selección nacional
Engman pasó por los equipos juveniles finlandeses. Con la Sub-19 se clasificó para el Campeonato Europeo Femenino Sub-19 de la UEFA 2013. En la fase de clasificación marcó cinco goles en la primera ronda y dos goles en la segunda ronda de clasificación. En la fase final, marcó el gol en la victoria por 1-0 contra Noruega, la única victoria de las finlandesas, pero que clasificó a las finlandesas para las semifinales y la Copa Mundial Femenina de Fútbol Sub-20 de 2014. Luego perdió 4-0 ante Inglaterra en las semifinales y en los tres partidos de la fase de grupos del Mundial.
Hizo su debut en la selección absoluta en 2012. Tuvo cuatro breves apariciones en la clasificación para la Eurocopa Femenina 2013 y se clasificó para la fase final con su equipo en septiembre de 2012.
No fue nominada para la fase final de la Eurocopa Femenina 2013, donde las finlandesas quedaron eliminadas tras los tres partidos de la fase de grupos.
Después de eso, las finlandesas no pudieron volver a clasificarse para una fase final hasta febrero de 2021.
Engman participó en cuatro de los ocho partidos de clasificación y marcó un gol.
Hasta ahora, ella y su equipo no se habían clasificado para la Eurocopa Femenina 2017.
Ella y su equipo también fracasaron dos veces en las eliminatorias para la Copa Mundial Femenina de Fútbol. Disputó diez partidos de Clasificación de UEFA para la Copa Mundial Femenina de Fútbol de 2015 y marcó dos goles. Jugó los ocho partidos de Clasificación de UEFA para la Copa Mundial Femenina de Fútbol de 2019. Ha tenido tres apariciones en los primeros cuatro partidos de la Clasificación de UEFA para la Copa Mundial Femenina de Fútbol de 2023, anotando en la derrota por 2-1 contra Irlanda y en la victoria por 2-1 contra Eslovaquia. Marcó otro gol el 12 de abril de 2022 en la victoria por 6-0 contra Georgia.
El 9 de junio de 2022 fue nominada para la fase final de la Eurocopa Femenina 2022.
| Año       | Categoría | Apariciones | Goles |
| --------- | --------- | ----------- | ----- |
| 2011      | Sub-17    | 3           | 0     |
| 2011–2013 | Sub-19    | 15          | 10    |
| 2014      | Sub-20    | 3           | 0     |
| 2012–     | Absoluta  | 84          | 12    |

Partidos internacionales y goles de selecciones nacionales, actualizados al 10 de julio de 2022.